# Helga Wieser
Helga Wieser (* 9. August 1940 in Salzburg) ist eine ehemalige österreichische Politikerin (ÖVP) sowie Land- und Gastwirtin. Wieser war von 1971 bis 1986 Abgeordnete zum Nationalrat.

## Leben
Helga Wieser besuchte nach der Pflichtschule die landwirtschaftliche Berufs- und Fachschule und war in der Folge beruflich als Land- und Gastwirtin aktiv.

## Politik
Wieser war ab 1970 Kammerrätin und Vorstandsmitglied der Kammer für Land- und Forstwirtschaft für Salzburg und hatte die Funktion der Landesbäuerin von Salzburg sowie Bundesbäuerin inne. Des Weiteren wirkte sie ab 1976 als Landesleiterin der Österreichischen Frauenbewegung der ÖVP Salzburg. Wieser vertrat die ÖVP zwischen dem 4. November 1971 und dem 16. Dezember 1986 im Nationalrat.